# La Discusión: semanario republicano democrático federal
La Discusión: semanario republicano democrático federal va ser una publicació periòdica publicada a Reus els anys 1901 i 1902. El número 1 era del 2 de març de 1901 i el darrer conegut, el 56, va sortir el 29 de març de 1902.

## Història
Era una publicació vinculada al Partit Republicà Democràtic Federal. L'any 1898 s'havien fundat a Reus un Centre i un Comitè federal presidits per Evarist Fàbregas, on hi participaven els federalistes republicans reusencs. La publicació defensava les idees de Pi i Margall. Al número 1 es declaraven federals, intransigents i anticlericals. A Catalunya el Partit Federal estava dirigit per Josep Maria Vallès i Ribot, i els federals de les comarques tarragonines seguien la línia de Pi i Margall, cosa que va crear conflictes i xocs freqüents.

## La publicació
En va ser director Josep Mercadé Martí, i hi col·laboraven Antoni Borrell Sugranyes, Joaquim Lluhí i Rissech, Francesc Pi i Arsuaga, Ignasi Bo i Singla, Josep Martí Folguera, Josep Recasens, Pere Roca i altres, encara que, a excepció dels del director, els articles anaven signats amb pseudònims. Van fer una campanya intensa a favor d'Evarist Fàbregas, candidat a les eleccions pel Partit Republicà Federal.
Quan va morir Francesc Pi i Margall van treure un número extraordinari el 21 de desembre del 1901, on exposaven l'ideari d'aquell prohom i on hi van publicar articles d'elogi i d'anàlisi política Ricard Guasch, Antoni Borrell i el seu germà Josep Borrell, Artur Rovira, regidor de l'ajuntament, Joan Montseny, Teresa Mañé i altres reusencs.

## Característiques tècniques
Es va imprimir a la Impremta La Catalana, i més tard a la de Carreras i Vila. Tenia quatre pàgines mida foli i sortia setmanalment. A la Biblioteca Central Xavier Amorós de Reus es conserva una col·lecció completa excepte els números 43 i 52.